# FK Baranavitchy
Maillots
Le Futbolny Klub Baranavitchy, plus couramment abrégé en FK Baranavitchy (en russe : ФК Барановичи, et en biélorusse : ФК Баранавічы), est un club biélorusse de football fondé en 1945 et basé dans la ville de Baranavitchy.

## Histoire
Fondé en 1945 sous le nom Lokomotiv, le club évolue durant ses premières années au sein des divisions inférieures de la RSS de Biélorussie, sans jamais atteindre le niveau national. Il connaît durant cette période une multitude de noms différents sur des périodes plus ou moins brèves, tels que Dinamo, Pichtchevik ou encore Tekstilchtchik, le plus utilisé étant Lokomotiv, qu'il porte notamment entre 1968 et 1984.
Après la chute de l'Union soviétique et les débuts des championnats biélorusses indépendants, le club intègre en 1993 la troisième division, où il joue deux saisons sous le nom Metapol. Inactive par la suite jusqu'en 1997, l'équipe adopte son nom actuel FK Baranavitchy lors de son retour au troisième échelon, où elle évolue durant sept saisons, montant progressivement au classement avant de l'emporter à l'issue de la saison 2003 pour découvrir la deuxième division. Le club passe par la suite huit saisons au deuxième niveau, ne dépassant jamais la sixième place atteinte en 2009 et 2010, bien qu'il s'illustre en coupe nationale en arrivant au stade des quarts de finale deux fois de suite en 2005 et 2006. Après un exercice 2011 désastreux le voyant finir dernier avec seulement trois points en trente matchs, il est finalement relégué en troisième division.
Passant trois années au troisième échelon, Baranavitchy remonte progressivement au classement de la compétition avant de finir champion à l'issue de la saison 2014 et retrouve ainsi le deuxième niveau, où il devient un acteur récurrent du bas de classement avant d'être relégué à nouveau à l'issue de l'exercice 2019.

## Bilan sportif

### Palmarès
| Compétitions nationales                                          |
| ---------------------------------------------------------------- |
| - Championnat de Biélorussie D3 (2) : - Champion : 2003 et 2014. |

### Bilan par saison
| Saison    | Championnat  | Championnat  | Championnat  | Championnat  | Championnat  | Championnat  | Championnat  | Championnat  | Championnat  | Championnat  | Coupe de Biélorussie |
| Saison    | Division     | Pos          | Pts          | J            | V            | N            | D            | BP           | BC           | Diff         | Coupe de Biélorussie |
| --------- | ------------ | ------------ | ------------ | ------------ | ------------ | ------------ | ------------ | ------------ | ------------ | ------------ | -------------------- |
| 1993-1994 | 3e           | 7e           | 39           | 34           | 14           | 11           | 9            | 44           | 35           | +9           | —                    |
| 1994-1995 | 3e Groupe A  | 5e           | 21           | 22           | 7            | 7            | 8            | 24           | 27           | -3           | Seizièmes de finale  |
| 1995-1997 | Club inactif | Club inactif | Club inactif | Club inactif | Club inactif | Club inactif | Club inactif | Club inactif | Club inactif | Club inactif | Club inactif         |
| 1997      | 3e Groupe A  | 13e          | 22           | 26           | 7            | 1            | 18           | 33           | 58           | -25          | —                    |
| 1998      | 3e Groupe B  | 7e           | 45           | 30           | 13           | 6            | 11           | 59           | 40           | +19          | —                    |
| 1999      | 3e Groupe B  | 7e           | 27           | 22           | 7            | 6            | 9            | 29           | 28           | +1           | —                    |
| 2000      | 3e           | 7e           | 34           | 24           | 13           | 1            | 10           | 41           | 31           | +10          | —                    |
| 2001      | 3e           | 5e           | 63           | 34           | 18           | 9            | 7            | 63           | 34           | +29          | Seizièmes de finale  |
| 2002      | 3e           | 5e           | 43           | 24           | 13           | 4            | 7            | 46           | 27           | +19          | Huitièmes de finale  |
| 2003      | 3e           | 1er          | 64           | 28           | 19           | 7            | 2            | 79           | 28           | +51          | Premier tour         |
| 2004      | 2e           | 7e           | 44           | 30           | 13           | 5            | 12           | 41           | 39           | +2           | Seizièmes de finale  |
| 2005      | 2e           | 9e           | 38           | 30           | 11           | 5            | 14           | 38           | 43           | -5           | Quarts de finale     |
| 2006      | 2e           | 10e          | 32           | 26           | 8            | 8            | 10           | 27           | 42           | -15          | Quarts de finale     |
| 2007      | 2e           | 9e           | 35           | 26           | 10           | 5            | 11           | 23           | 28           | -5           | Seizièmes de finale  |
| 2008      | 2e           | 9e           | 26           | 26           | 7            | 5            | 14           | 24           | 40           | -16          | Seizièmes de finale  |
| 2009      | 2e           | 6e           | 38           | 26           | 10           | 8            | 8            | 39           | 33           | +6           | Deuxième tour        |
| 2010      | 2e           | 6e           | 43           | 30           | 11           | 10           | 9            | 31           | 37           | -6           | Seizièmes de finale  |
| 2011      | 2e           | 16e          | 3            | 30           | 0            | 3            | 27           | 10           | 90           | -80          | Seizièmes de finale  |
| 2012      | 3e           | 13e          | 40           | 36           | 10           | 10           | 16           | 33           | 42           | -9           | Seizièmes de finale  |
| 2013      | 3e           | 5e           | 36           | 24           | 11           | 3            | 10           | 37           | 33           | +4           | Premier tour         |
| 2014      | 3e           | 1er          | 60           | 30           | 20           | 7            | 3            | 71           | 24           | +47          | Deuxième tour        |
| 2015      | 2e           | 13e          | 32           | 30           | 8            | 8            | 14           | 36           | 49           | -13          | Seizièmes de finale  |
| 2016      | 2e           | 13e          | 22           | 26           | 5            | 7            | 14           | 35           | 51           | -16          | Seizièmes de finale  |
| 2017      | 2e           | 12e          | 31           | 30           | 7            | 10           | 13           | 34           | 47           | -13          | Huitièmes de finale  |
| 2018      | 2e           | 14e          | 19           | 28           | 4            | 7            | 17           | 17           | 42           | -25          | Seizièmes de finale  |
| 2019      | 2e           | 15e          | 9            | 28           | 2            | 3            | 23           | 12           | 80           | -68          | Deuxième tour        |
| 2020      | 3e Groupe A  | 2e           | 44           | 20           | 14           | 2            | 4            | 74           | 24           | +50          | Seizièmes de finale  |
| 2021      | 2e           | 10e          | 28           | 33           | 7            | 7            | 19           | 38           | 72           | -34          | Seizièmes de finale  |
| 2022      | 2e           | 13e          | 12           | 24           | 3            | 3            | 18           | 25           | 69           | -44          | Seizièmes de finale  |
| 2023      | 2e           | 6e           | 48           | 32           | 14           | 6            | 12           | 46           | 49           | -3           | Seizièmes de finale  |
| 2024      | 2e           | 13e          | 34           | 34           | 9            | 7            | 18           | 30           | 60           | -30          | Seizièmes de finale  |

Légende
- Promotion en division supérieure.
- Relégation en division inférieure.